# Shaft (shahrestan)
Shaft (persiska: Shahrestān-e Shaft, شهرستان شفت, شفت) är en shahrestan, delprovins, i Iran.   Den ligger i provinsen Gilan, i den nordvästra delen av landet, 240 km nordväst om huvudstaden Teheran.
Delprovinsen hade 54 226 invånare 2016.